# Jasurbek Yaxshiboyev
Jasurbek Yaxshiboyev (Chinaz, 24 giugno 1997) è un calciatore uzbeko, centrocampista del Nassaji Mazandaran.

## Carriera

### Club
Dopo aver fatto parte delle giovanili del Paxtakor dall'età di sette anni, inizia la sua carriera professionistica nel 2016, entrando subito nella prima squadra del Paxtakor. Nel luglio del 2019 va in prestito all'AGMK per la seconda parte del campionato uzbeko 2019. Nel 2019, sempre in prestito, viene ceduto ai bielorussi del Ėnerhetyk-BDU Minsk, segnando subito una doppietta all'esordio contro il BATE il 19 marzo 2020.
Il 30 agosto 2021 viene ceduto in prestito allo Sheriff Tiraspol, con cui segna il primo dei due gol della vittoria in trasferta sul Real Madrid per 2-1, nella UEFA Champions League 2021-2022.

### Nazionale
Nell'ottobre del 2016 ha preso parte con la nazionale uzbeka al Campionato asiatico di calcio Under-19, segnando una rete all'esordio contro il Tagikistan. Nel gennaio 2018 ha fatto parte della squadra che ha vinto la Coppa d'Asia AFC Under-23 segnando tre reti, di cui una ai tempi supplementari della semifinale vinta 4-1 contro la Corea del Sud, e risultando quindi il miglior marcatore della squadra. Il 18 maggio 2018 ha debuttato in nazionale maggiore nell'amichevole persa 1-0 contro l'Iran. Nel 2020 ha preso nuovamente parte alla Coppa d'Asia AFC Under-23, valida come qualificazione al torneo olimpico di Tokyo 2020, segnando una rete nei quarti di finale contro gli Emirati Arabi Uniti. Nonostante il raggiungimento della semifinale, la sua squadra non è riuscita a ottenere la qualificazione olimpica a causa della sconfitta per 1-0 nel play-off contro l'Australia.

## Palmarès

### Club

#### Competizioni nazionali
- Campionato bielorusso: 1

Šachcër Salihorsk: 2020
- Campionato polacco: 1

Legia Varsavia: 2020-2021
- Campionato moldavo: 1

Sheriff Tiraspol: 2021-2022
- Coppa di Moldavia: 1

Sheriff Tiraspol: 2021-2022